# 오리크
오리크(포르투갈어: Ourique)는 포르투갈 베자현에 있는 도시로, 면적은 663.31 km2, 2021년 기준 인구는 4,840명이다.